# Constantin Daicoviciu (gmina)
Gmina Constantin Daicoviciu (do 1973 roku: Căvăran) – gmina w okręgu Caraș-Severin w zachodniej Rumunii. Zamieszkuje ją 2692 osób. W skład gminy wchodzą miejscowości Constantin Daicoviciu, Maciova, Mâtnicu Mare, Peștere, Prisaca i Zăgujeni. Nazwa jednostki administracyjnej została nadana na cześć rumuńskiego archeologa Constantina Daicoviciu, który się tu urodził.